# A-IX-1
A-IX-1 (auch A-IX-I, A-91) ist ein Sprengstoff. Er besteht aus einem Gemisch von 95 % Hexogen phlegmatisiert mit 5 % Wachs. Der Sprengstoff wurde für kleine Sprenggranaten und Hohlladungsgeschosse verwendet.